# Kamensk (Krater)
Koordinaten: 48° 21′ 0″ N, 40° 30′ 0″ O

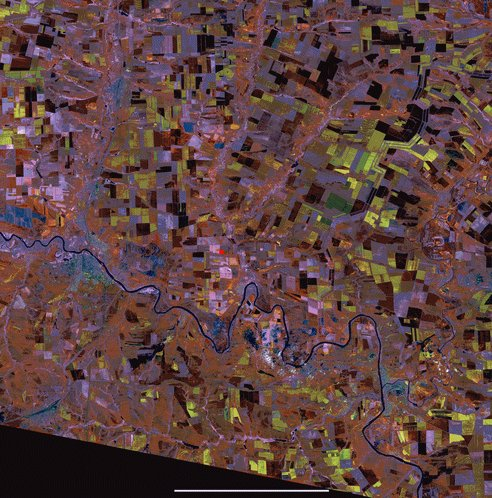
Krater Kamensk

Kamensk (russisch Каменский кратер, Kamenski krater) ist ein Einschlagkrater in Russland. Er liegt in der Nähe von Kamensk-Schachtinski in der Oblast Rostow.
Der Durchmesser des Kraters beträgt 25 Kilometer, sein Alter wird auf etwa 49 Millionen Jahre geschätzt. Man kann die Einschlagstruktur von der Erdoberfläche sehen. Der Krater ist möglicherweise zur gleichen Zeit entstanden wie der in der Nähe liegende und deutlich kleinere Gusev-Krater.